# Rue Malebranche
Pour les articles homonymes, voir Malebranche (homonymie).
La rue Malebranche est une voie située dans les quartiers du Val-de-Grâce et de la Sorbonne du 5e arrondissement de Paris.

## Situation et accès
Cette rue, en pente, présente la particularité d'avoir une partie de sa chaussée sur deux niveaux différents avec un escalier au bas de la rue permettant accéder de l'un à l'autre. La partie haute correspond à l'ancienne rue Saint-Thomas-d'Enfer dont la largeur était d'environ 6 mètres.
Les maisons au sud de cette rue dont les façades étaient à l'emplacement de la barrière  furent démolies lors de l'ouverture de la rue Soufflot en 1845 tracée en pente régulière à niveau différent de celui de l'ancien quartier environnant. Les immeubles du côté sud construits en même temps que ceux de la rue Soufflot et la rue Le Goff sont en contrebas de l'ancienne rue.

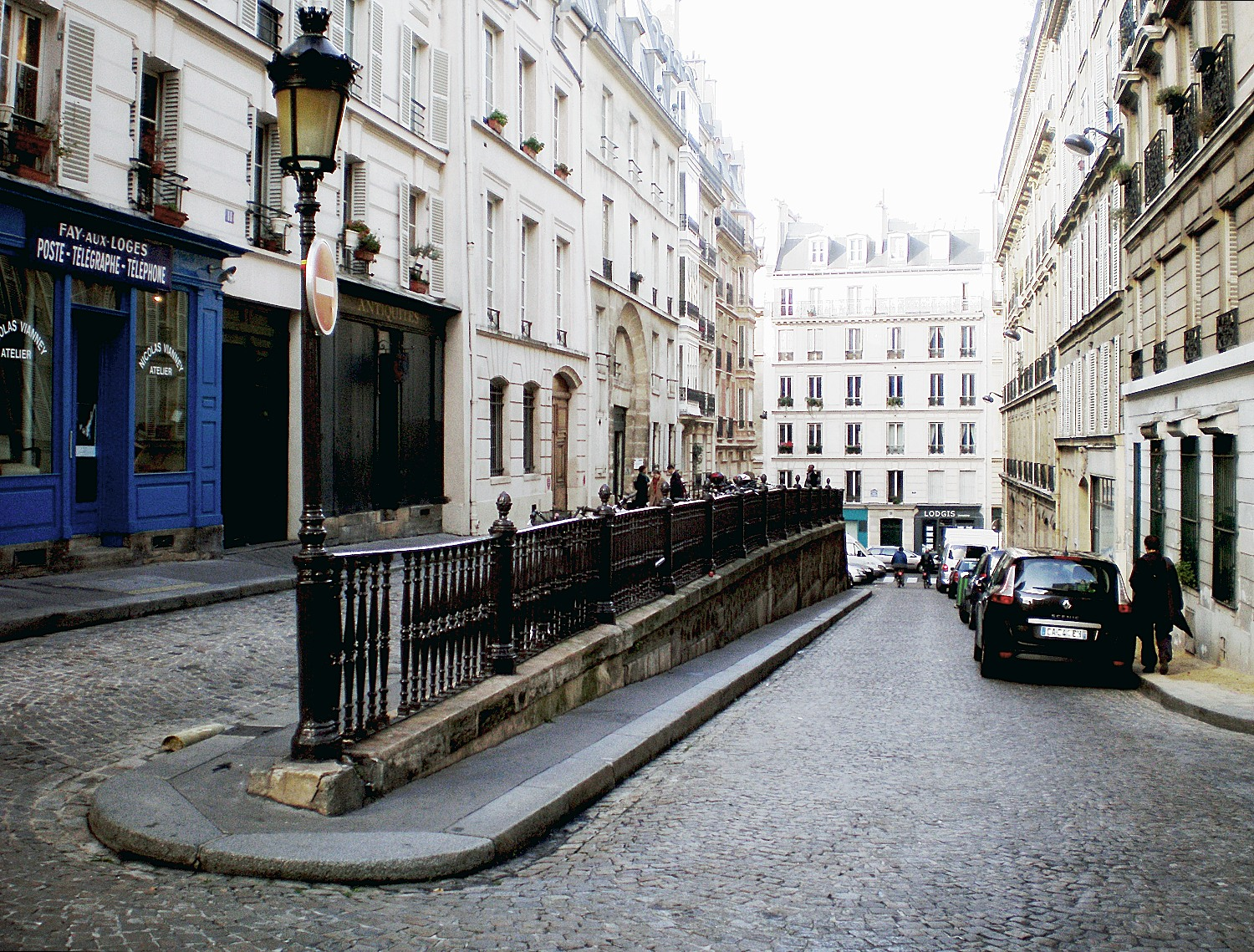
Vue vers l'ouest, avec les deux niveaux de la rue.
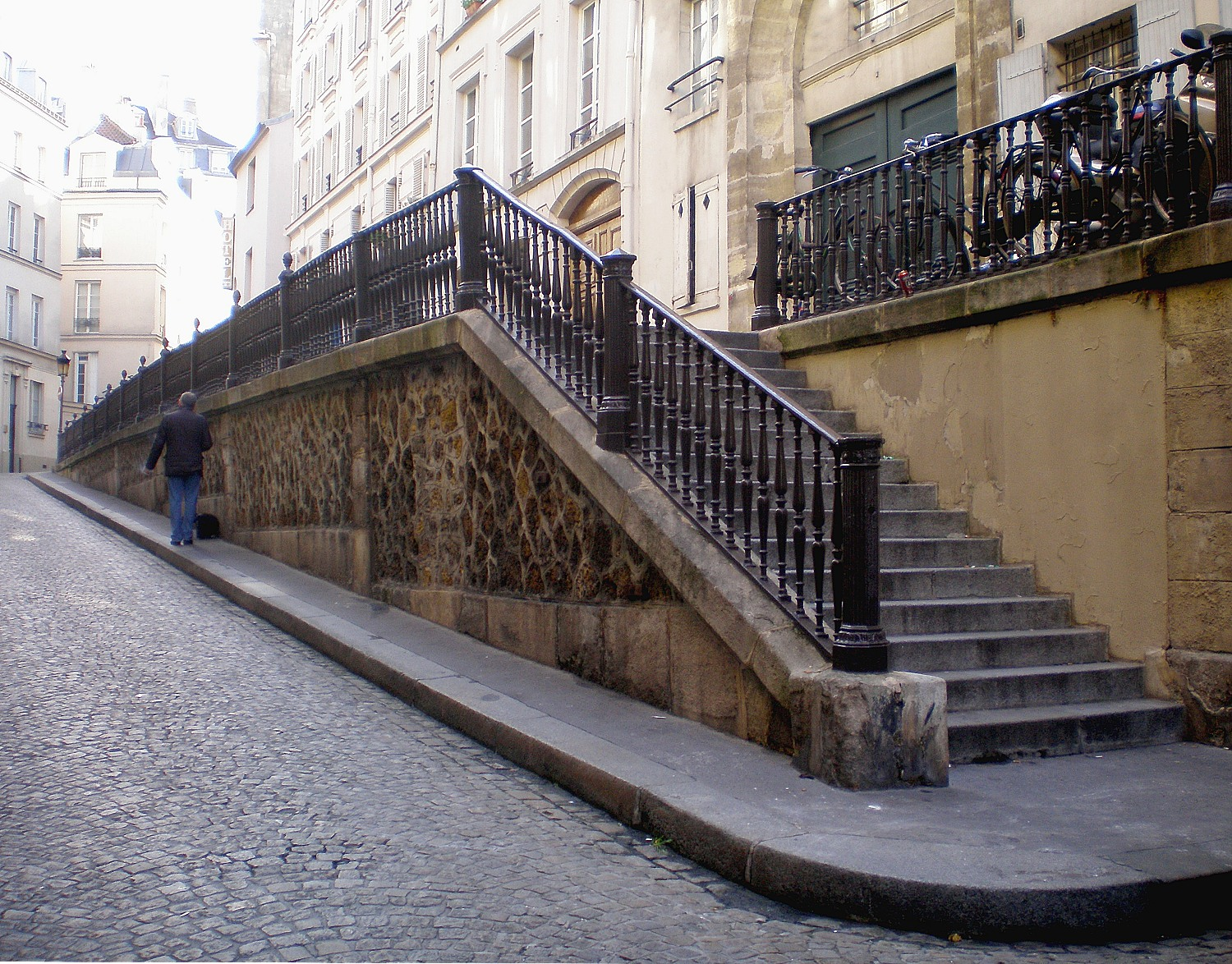
Vue vers l'est, avec l'escalier permettant la communication entre les deux niveaux.
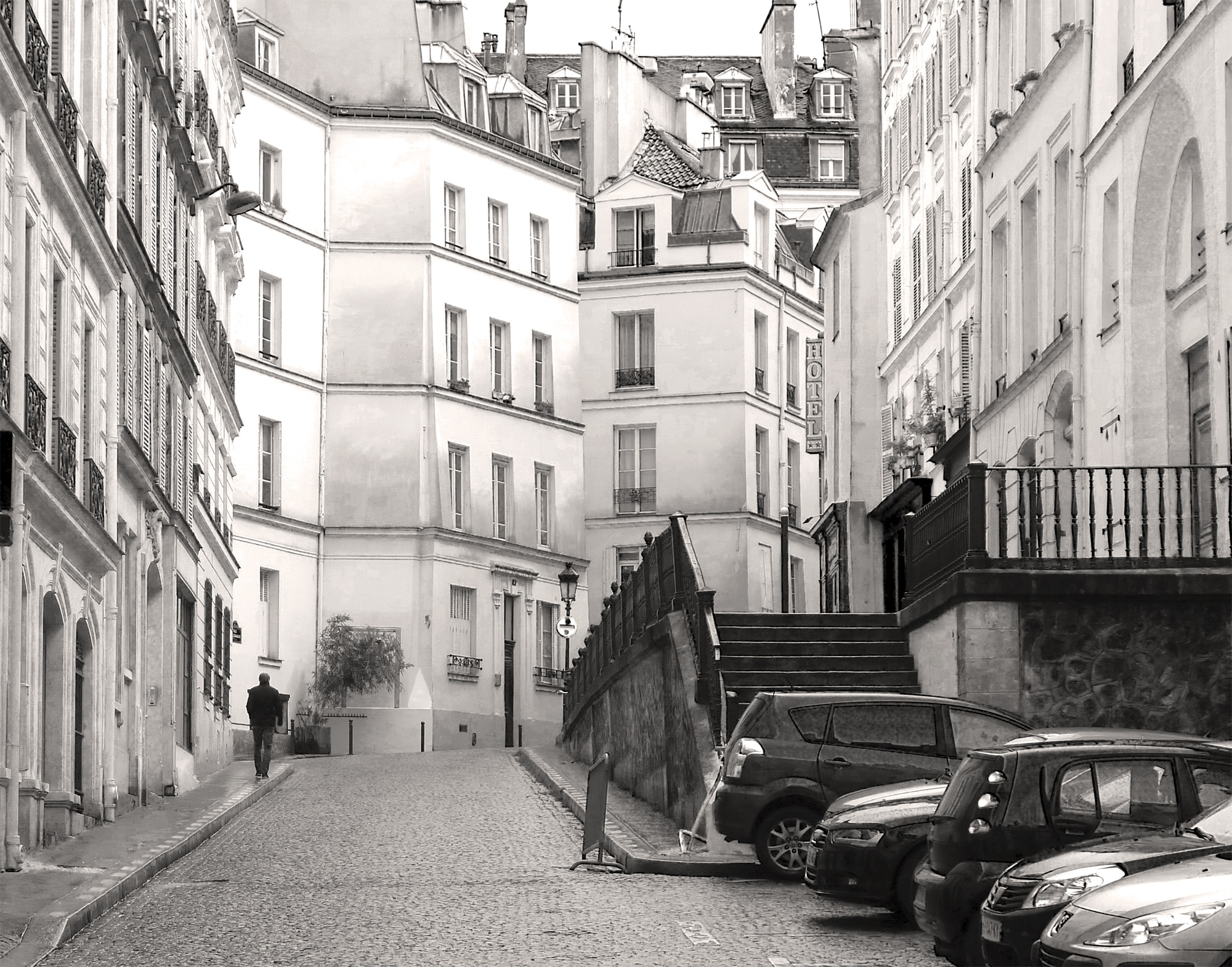
Autre vue de la rue (2014).

La rue Malebranche est desservie à proximité par le RER B à la gare du Luxembourg.

## Origine du nom

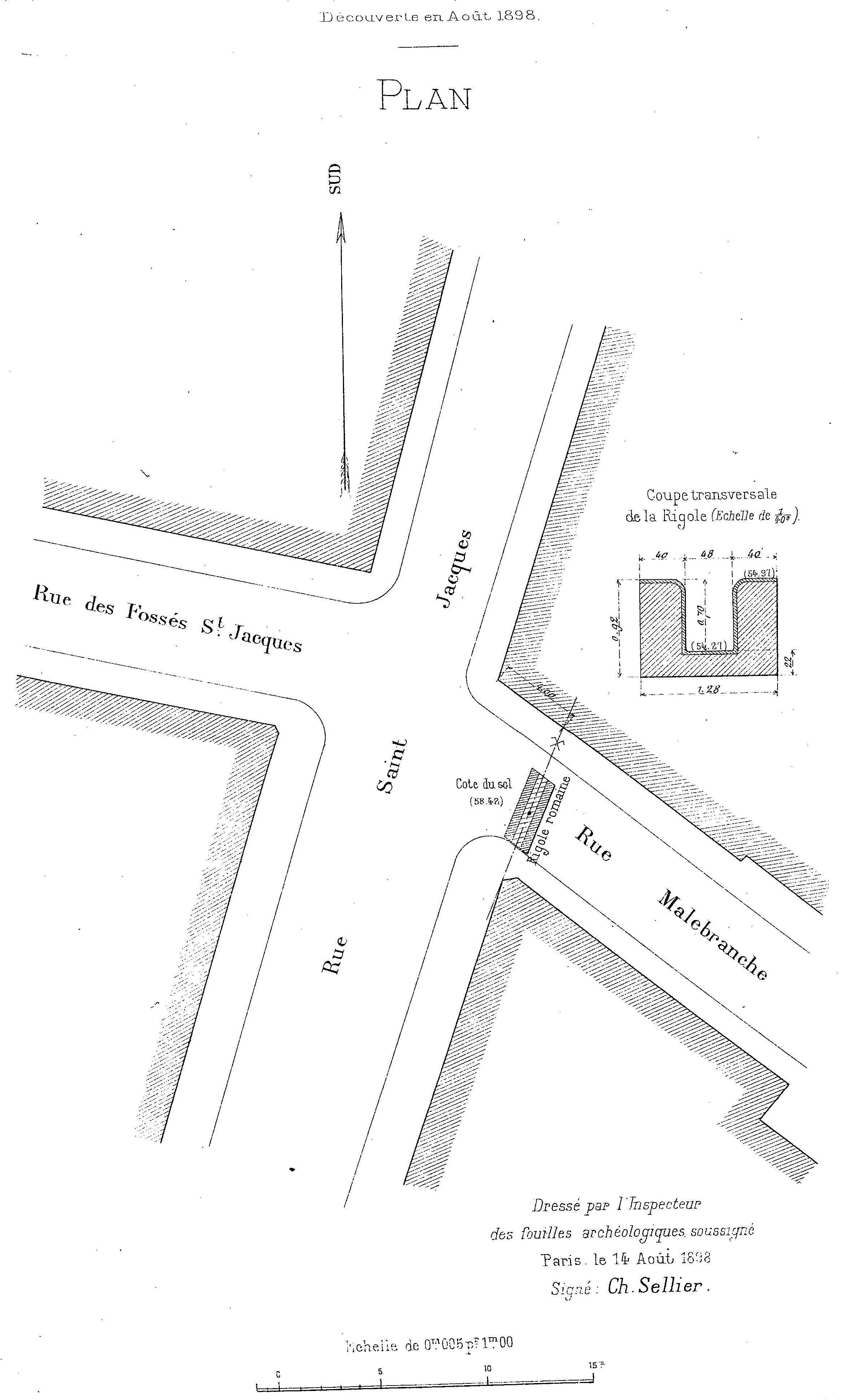
Rigole romaine (fouilles de 1898).

La rue doit son nom au père Nicolas Malebranche (1638-1715), oratorien et philosophe français et au voisinage du quartier des Écoles.

## Historique
De 1550 à 1585, une rue est construite entre la rue Saint-Hyacinthe-Saint-Michel et la rue d'Enfer sur un ancien clos de vigne appartenant au couvent des Jacobins de la rue Saint-Jacques. Elle est baptisée « rue Saint-Thomas-d'Enfer ».
En 1867, la rue Saint-Thomas-d'Enfer est renommée « rue Malebranche ». En 1877, le reliquat de l'ancienne rue Saint-Hyacinthe-Saint-Michel, renommée « rue Paillet » en 1864, est incorporée à la rue Malebranche. En 1884, la section de la voie entre la rue Le Goff et la rue Gay-Lussac est supprimée.

## Bâtiments remarquables et lieux de mémoire

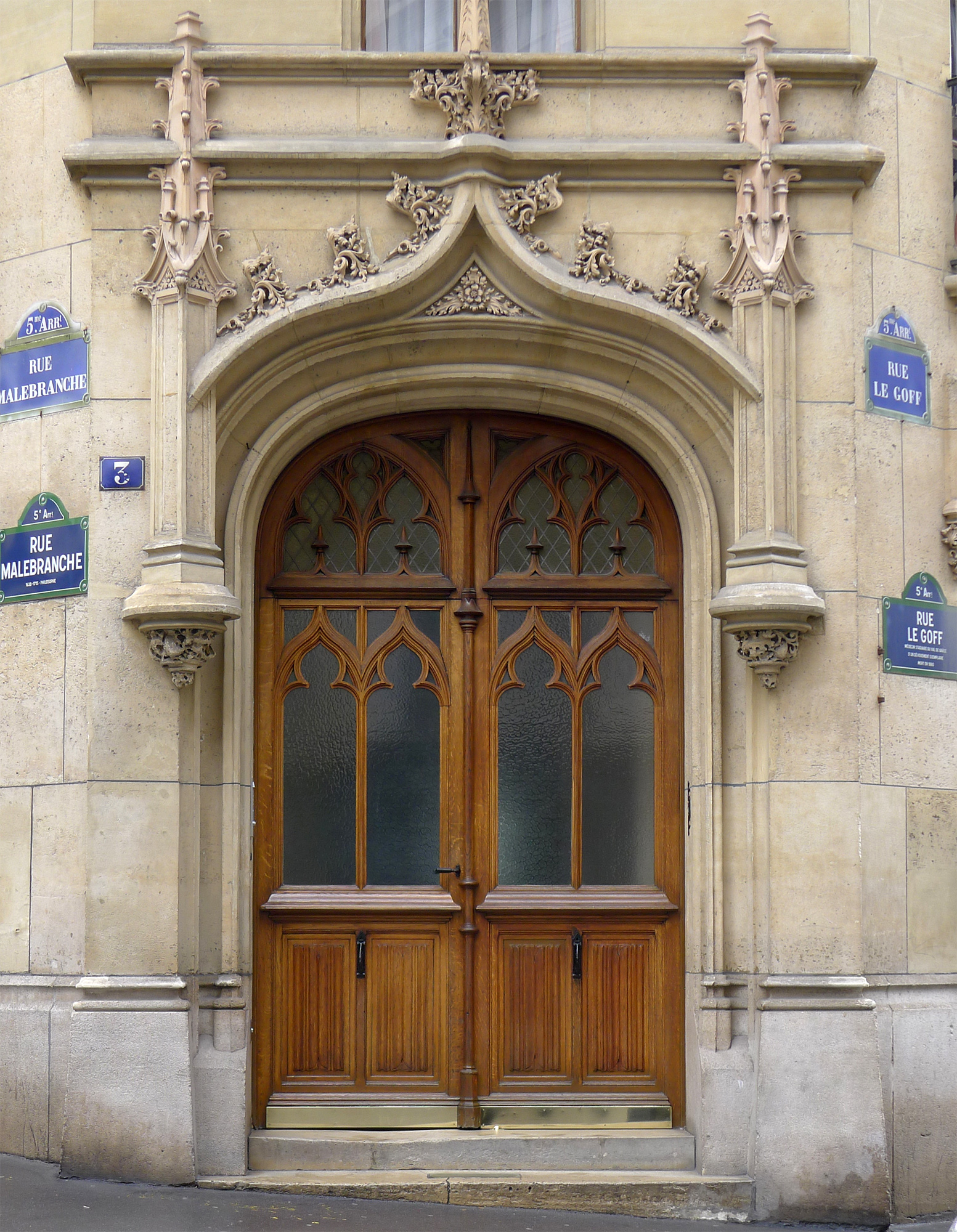
No 3 : porte néogothique à l'angle de la rue Le Goff.
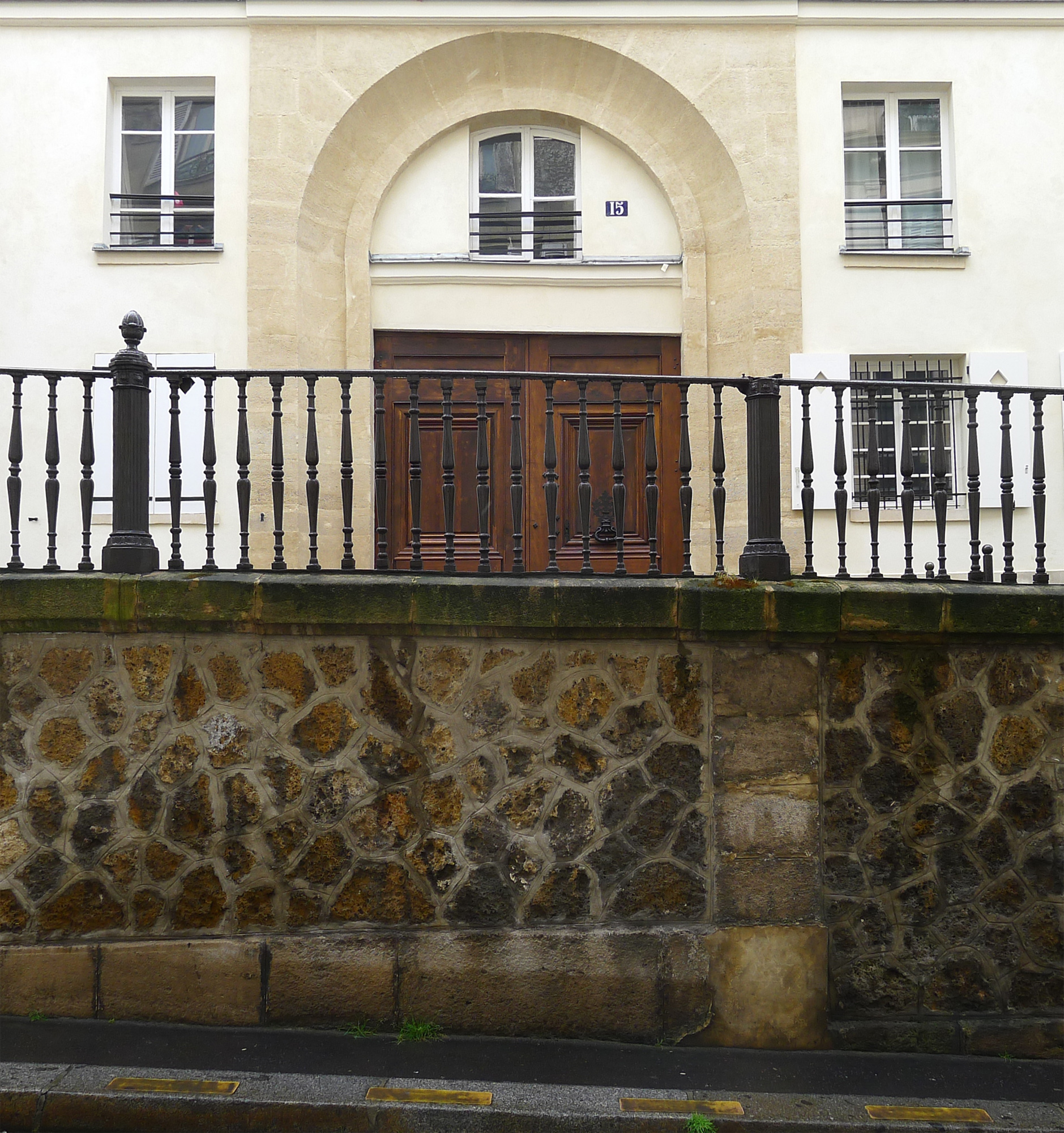
No 15 : porte vue depuis la voie inférieure.
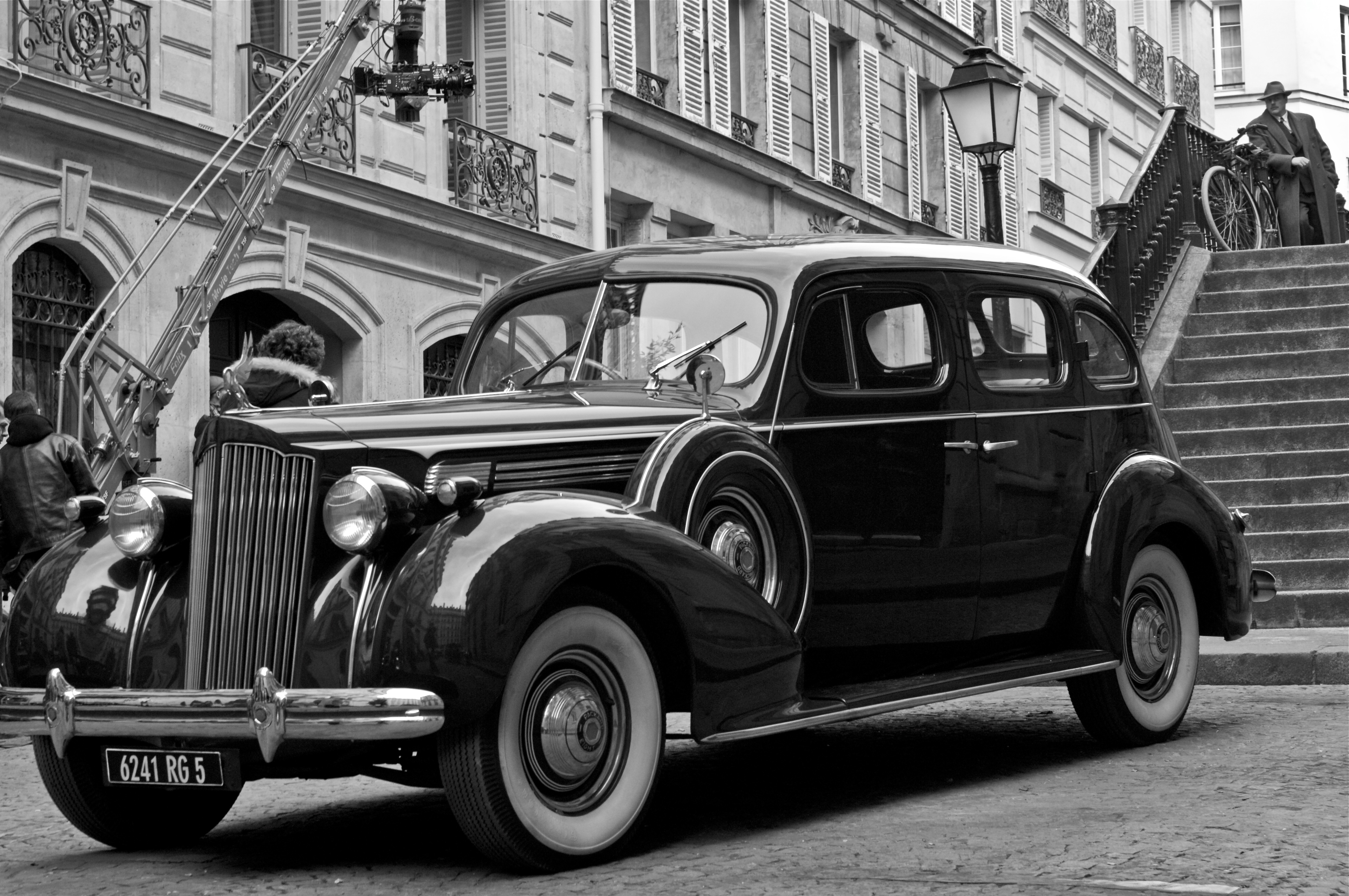
Tournage du téléfilm Stavisky, l'escroc du siècle en 2014.

Marc Antoine Gaudin est mort à son domicile, au no 15, en 1880.

### Tournages
Plusieurs films ont été tournés rue Malebranche :
| Nos | Titre                                   | Réalisateur         | Année | Scène                                                                                   |
| --- | --------------------------------------- | ------------------- | ----- | --------------------------------------------------------------------------------------- |
| 7-9 | Innocents - The Dreamers                | Bernardo Bertolucci | 2003  | Matthew, le jeune Américain rentre à son hôtel                                          |
| 15  | Mina Tannenbaum                         | Martine Dugowson    | 1994  | L'immeuble abrite un atelier de dessin. Plusieurs scènes sont filmées devant la façade. |
| 15  | Le Derrière                             | Valérie Lemercier   | 1999  | entrée de l'appartement de Christina                                                    |
| 15  | Rumba la vie                            | Franck Dubosc       | 2022  | Cours de danse                                                                          |
| 17  | Ariane (Love in the Afternoon)          | Billy Wilder        | 1957  | domicile où habitent la jeune Arianne (Audrey Hepburn) et son père (Maurice Chevalier)  |
| n/d | Stavisky, l'escroc du siècle (téléfilm) | Claude-Michel Rome  | 2016  | Domicile des Stavisky (Tomer Sisley, Raphaëlle Agogué                                   |
| n/d | Cézanne et moi                          | Danièle Thompson    | 2016  | Dispute entre Paul Cézanne et Émile Zola.                                               |
| n/d | Paris Police 1900 (série)               | Fabien Nury         | 2019  | [ 10 ]                                                                                  |